# Campeonato de Irlanda de Rugby 1990-91
El Campeonato de Rugby de Irlanda (oficialmente All-Ireland League) de 1990-91 fue la primera edición del principal torneo de rugby de la Isla de Irlanda, el torneo que agrupa a equipos tanto de la República de Irlanda como los de Irlanda del Norte.
El campeón del torneo fue el equipo de Cork.

## Sistema de disputa
El torneo se disputó en formato de todos contra todos a una sola rueda, cada equipo totalizando 8 encuentros.
Al finalizar la fase regular, el equipo que finalizó en la primera posición se coronó como campeón del torneo.
Los últimos dos equipos descendieron directamente a la segunda división.

## Clasificación
| Pos. | Equipo             | Encuentros | Encuentros | Encuentros | Encuentros | Tantos | Tantos | Tantos | Puntos |
| Pos. | Equipo             | PJ         | PG         | PE         | PP         | F      | C      | Dif    | Puntos |
| ---- | ------------------ | ---------- | ---------- | ---------- | ---------- | ------ | ------ | ------ | ------ |
| 1.º  | Cork Constitution  | 8          | 7          | 0          | 1          | 119    | 78     | +41    | 14     |
| 2.º  | Garryowen          | 8          | 6          | 0          | 2          | 120    | 76     | +44    | 12     |
| 3.º  | Lansdowne          | 8          | 6          | 0          | 2          | 133    | 99     | +34    | 12     |
| 4.º  | Shannon            | 8          | 5          | 0          | 3          | 108    | 99     | +9     | 10     |
| 5.º  | Ballymena          | 8          | 3          | 1          | 4          | 113    | 115    | -2     | 7      |
| 6.º  | Instonians         | 8          | 3          | 1          | 4          | 99     | 116    | -17    | 7      |
| 7.º  | St. Mary's College | 8          | 2          | 0          | 6          | 91     | 106    | -15    | 4      |
| 8.º  | Wanderers          | 8          | 2          | 0          | 6          | 83     | 112    | -19    | 4      |
| 9.º  | Malone             | 8          | 1          | 0          | 7          | 80     | 145    | -65    | 2      |

| Bandera de Irlanda        |
| Campeón Cork Constitution |
| Primer título             |